# Јоланда Ђачић
Jоланда Ђачић (Коњиц, 15. фебруар 1906. – Сарајево, 30. април 1985). Била је југословенска и босанскохерцеговачка глумица и режисерка, и једна од најпознатијих личности Народног позоришта у Сарајеву. Током своје богате каријере, која је трајала четири деценије, допринела је значајно позоришном стваралаштву у Босни и Херцеговини. Осим на позорници, Јоланда Ђачић је радила и на радију и телевизији, те је остварила неколико запажених филмских улога. Посебно је важно напоменути да је Јоланда Ђачић била прва драмска уметница која је добила престижну Награду ЗАВНОБиХ-а 1975. године. Такође, била је добитница Шестоаприлске награде града Сарајева 1958. године, те Златног ловоровог венца за своју изванредну улогу у драми "Сребрно уже", где је тумачила лик Маторе. Њена страст и талент за глуму оставили су дубок траг у културном наслеђу Босне и Херцеговине, чинећи је истакнутом личношћу у свету уметности.

## Биографија
Јоланда Ђачић рођена је 15. фебруара 1906. године у Коњицу, Босна и Херцеговина, као кћерка Алфреда Ђачића и Елвире Нофери Ђачић. Она је у младости показивала интересовање за музику била је талентована виолинисткиња. Занимљиво је да је позориште није привлачило и сматрала га је непријатним, а професију глумице је доживљавала као нешто што се ради ради новца. Под притиском сиромаштва њене породице и на наговор сестре Азалее, која је такође била уметница, Јоланда се са само 17 година почела радити у Народном позоришту у Сарајеву као волонтер. Тамо је добила своје прве улоге у оперетама. Већ следеће године, постала је стални члан глумачког ансамбла Народног позоришта и остварила своју прву запажену улогу у драми "Алмаса" 1924. године. Јоланда Ђачић убрзо постаје истакнуто име на сарајевској позоришној сцени и стекла је признање како од критике тако и од публике. Наступала је у адаптацијама дела Пирандела, Крлеже, Достојевског, Шекспира и многих других аутора. Током између два светска рата, гостовала је и у позориштима у Скопљу. Након успешне каријере у Сарајеву, Јоланда Ђачић се касније придружила и београдској позоришној сцени. Њен глумачки репертоар обухватао је различите жанрове, али су је најчешће повезивали с улогама у салонским комедијама и трагедијама. Њене улоге често су обухватале сложене карактере, љубавнице, жене које су се нашле у конфликту између дужности и љубави, као и ликове са демонским особинама. Иако се мање истицала као режисерка, њена поставка Лоркиног "Дома Бернарда Албе" је добила похвале критике. Након што се пензионисала 1964. године, Јоланда Ђачић се поновно вратила сцени како би играла улогу "Маторе" у драми "Сребрно уже" Ђорђа Лебовића у "Малом позоришту" (данашњем Камерном театру 55).
Јоланда Ђачић преминула је 1985. године и сахрањена је на гробљу Козал у Ријеци.

## Филмографија
Позната је по филмовима:
- Стојан Мутикаша (1954)
- Каја, убит ћу те! (1967)
- Моја страна свијета (1969)
- Девето чудо на истоку (1972)